# Treklöver

Arkitektonisk treklöver, som ofta kallas trifolie.

Stiliserad treklöver.

Kombinationen av treklöver och heraldisk lilja som symbol för den förenade guide- och scoutrörelsen.

Treklöver (trifolium på latin) är en grafisk form som består av tre överlappande cirklar som används inom arkitektur och som symbol, ofta inom kristen ikonografi som symbol från treenigheten.
Treklövern som symbol förekommer i flera varianter och kan ha flera olika betydelser. Några av de vanligaste användningarna är bland annat som symbol för irländarna, som då kallas shamrock, staden Boston och för den internationella kvinnliga delen av scoutrörelsen, WAGGGS. Symbolen återfinns även i flera arkitektoniska detaljer i kyrkor där den skall symbolisera treenigheten. Till de andra varianterna räknas bland annat Adidas trebladiga logotyp.
Inom heraldiken skiljer man mellan klöverblad, en stiliserad treklöver, och trebladingen (tiercefeuille på franska) en stiliserad blomma med tre blad.
En närbesläktad symbol är fyrklöver, som brukar anses symbolisera tur.

## Förebilder i naturen
Det är inte ovanligt med växter med tre blad i naturen. Flera av dem kan vara inspirationen till treklöversymboler av ovanstående slag, bland annat växterna inom trebladssläktet och klöversläktet.

## Bildgalleri

Klöverblad i Lyckeby landskommuns vapen.
En treblading i Piteå landskommuns vapen.
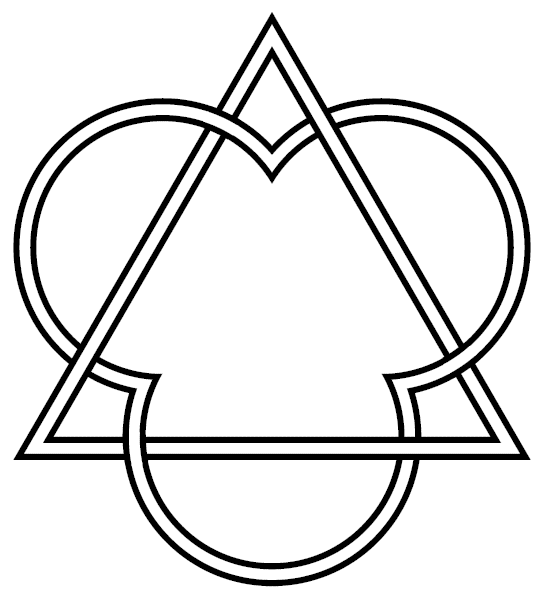
En arkitektonisk treklöver som skall symbolisera treenigheten.